# قطور
قطور مدينة مصرية تتبع محافظة الغربية إدراياً، والمدينة عاصمة مركز قطور. تبعد 97 كم شمال القاهرة. تضم قُطور أسواقًا ومصانع مرافق خدمية حكومية وصحية تخدم سكانها ومركزها مما يساهم في تنشيط الحركة الاقتصادية. 

## التاريخ
مدينة قطور أصلها من القرى القديمة، حيث وردت باسم «قطور» في أعمال الغربية ضمن قرى الروك الصلاحي التي أحصاها ابن مماتي في كتاب قوانين الدواوين، كما وردت باسم «قطور» في أعمال الغربية ضمن قرى الروك الناصري التي أحصاها ابن الجيعان في كتاب «التحفة السنية بأسماء البلاد المصرية». وفي تاريخ 1228هـ/1813م الذي عدّ قرى مصر بعد المسح الذي قام به محمد علي باشا باسم «قطور» ضمن قرى مديرية الغربية. ذكرت قطور من توابع مركز كفر الشيخ في تعداد 1882 ثم انتقلت تبعيتها إلى مركز طنطا.
ذكر المؤرخ حسام محمد عبد المعطى أن مدينة قطور على الأرجح أسسها المورسكيون المهاجرون إلى مصر. صدر قرار بإنشاء مركز قطور في 27 يونيو 1948 من 33 بلدة وجعلت قطور قاعدته.

## الجغرافيا
تقع مدينة قطور وسط دلتا النيل في شمال مصر، تربة المدينة (مثل بقية الدلتا) تربة سوداء طينية رسوبية متشكلة من طمي النيل. مناخ قطور مناخ دافئ شتاء حار صيفًا وهو معتدل نسبيًا طوال العالم وتقع قطور ضمن الإقليم الأوسط قليل المطر الذي يبلغ متوسط هطول المطر فيه ما بين 25 مم و100 مم.

يحد مركز قطور من الشمال مركزي كفر الشيخ وقلين ومن الشرق المحلة الكبرى ومن الجنوب طنطا ومن الغرب بسيون، ويوضح ذلك الجدول بالأسفل:

## السكان
بلغ عدد سكان قطور 33,599 نسمة في تقدير 2025، وهي أصغر مدن محافظة الغربية الأخرى. بلغ نسبة سكان المدينة من إجمالي الحضر بالمحافظة 1.756% في فترة 1986 و1.963% في فترة 1996 و2.04% في فترة 2006/1996، ومعدل النمو 1.663 في فترة 2006/1996، ومتوسط الأسرة 4.2 وهو الأكبر بين مدن المحافظة، ومعدل وفيات الرضع 19.56. بالنسبة للدين فأغلب سكان المدينة مسلمون سنة وتوجد أقلية مسيحية أرثوذكسية (كما أغلب المدن المصرية) فذكر في تعداد عام 1986 أن عدد المسلمين 16476 نسمة وعدد المسيحين 104 نسمة.
| السنة/الحي | 1882 | 1897 | 1907 | 1927 | 1947 | 1960 | 1976   | 1986   | 1996   | 2006   | 2017   | 2025   |
| ---------- | ---- | ---- | ---- | ---- | ---- | ---- | ------ | ------ | ------ | ------ | ------ | ------ |
| المدينة    | 2962 | 3551 | 4251 | 4596 | 5980 | 7873 | 11,748 | 16,580 | 20,791 | 24,518 | 28,056 | 33,599 |

### التعليم
تنتشر في قطور المدارس بجميع أنواعها من ابتدائية وإعدادية وثانوية وكذلك المعاهد الأزهرية. أكبر حالة تعليمية في المدينة هم ذوي التعليم الفني المتوسط البالغين 6173، يتبعهم ذوي المؤهل الجامعين يبلغون 3,434 ثم الأميين 4,126 من إجمالي 20,380 شخص فوق العشر سنوات في عام 2017. أما حالات التسرب في المدينة فبلغ عدد التحق وتسرب 1014 نسمة ومن لم يلتحق 5478 نسمة. يوجد بالمدينة قصر ثقافة ومكتبة خاص به أنشئت عام 1978.

## التقسيم الإداري

الوحدات المحلية بمركز قطور

قطور هي قاعدة مركز قطور ويتبعها 7 كيانات مدينة قطور و6 وحدات محلية (بلتاج وأبشواي الملق ودماط والشين وشبرا نياص وسجين الكوم) و30 قرية. ويرأس المدينة ومركزها ياسر عبد المنعم أبو الفتوح. تبلغ مساحة مركز مدينة قطور 230.19 كم2.

## الاقتصاد
يقوم اقتصاد قطور على قطاعي الخدمات والزراعة. يوجد في مركز قطور 3050 وحدة حيوانية أي 3,8% من الإجمالي بالمحافظة، ترجع هذه النسبة القليلة إلى قلة زرع الأعلاف بالمركز. أما بالنسبة لزراعة البصل فيزرع في المركز 10,235 فدان وهو بذلك أكبر مراكز المحافظة إنتاجًا. كما يوجد في المدينة مصنع للياسمين يخدم على القرى المجاورة. يمر بالمدينة خط طنطا كفر الشيخ والذي يربطها بالمدينتين ومدن شربين وبلقاس وبيلا وقلين.

### منشوررات
1. ↑  ابن مماتي (1943)، ص. 169.
2. ↑  ابن الجيعان (1898)، ص. 87.
3. ↑  رمزي (1953)، ص. 104.
4. 1 2  إدارة التعداد، نظارة الداخلية (1299). الكشاف للديار المصرية وعددها نفوسها. التعداد العمومي لأهالي القطر المصري. ص. 243.
5. ↑  أحمد (2024)، ص. 22.
6. ↑  السید عبد العال علام، صلاح (1 سبتمبر 2019). "تطور التقسیم الإداری للقطر المصری (1941 ـ 1960م)". مجــلة کلیة اللغة العربیة بأســیوط. ج. 38 ع. 2: 2046-2047، 2058. DOI:10.21608/jfla.2019.67913. ISSN:2636-2708. مؤرشف من الأصل في 2024-12-02.
7. ↑  حسن (1996)، ص. 67-68.
8. ↑  غانم (2016)، ص. 150.
9. 1 2  "تقديرات السكان 1/1/ 2025 - أقسام ومراكز". الجهاز المركزي للتعبئة العامة والإحصاء. 1 يناير 2025. اطلع عليه بتاريخ 2025-05-01.
10. ↑  بركات، رباب (1 يناير 2013). "التقييم الجغرافى لتوزيع السكان وكثافتهم بمدينتى طنطا والسنطة". مجلد المؤتمر السنوي الثامن والأربعون للإجصاء وعلوم الحاسب وبحوث العمليات بمعهد الدراسات والبحوث الاحصائية. مؤرشف من الأصل في 2024-04-17.
11. 1 2  الجهاز المركزي للتعبئة العامة والإحصاء. "محافظة الغربية". الحصر الشامل - خصائص السكان، النتائج النهائية للتعداد العام. ج. 2.
12. ↑  وجه بحري محافظات ومديريات. تعداد سكان القطر المصري. بولاق: المطبعة الكبرى الأميرية (نُشِر في 1898). ج. 1. 1 يونيو 1897. ص. 666.
13. ↑  "تعداد سكان القطر المصري". تعداد سكان 1907. مصر: المطبعة الأميرية. 1909.
14. ↑  مصلة عموم الإحصاء (1929). "كراية تعداد مديرية الغربية لسنة 1927". تعداد مصر 1927. المطبعة الأميرية بالقاهرة.
15. ↑  مصلحة الإحصاء والتعداد (1953). "الكراسة رقم 12 - مديرية الغربية". تعداد سكان المملكة المصرية لسنة 1947. المطبعة الأميرية بالقاهرة. ج. 1.
16. ↑  مصلحة الإحصاء والتعداد (1962). "محافظة الغربية". التعداد العام للسكان 1960. دار النصر للطباعة والنشر والإعلان. ج. 1.
17. ↑  الجهاز المركزي للتعبئة العامة والإحصاء (سبتمبر 1978). "تعداد السكان، النتائج التفصيلية، محافظة الغربية". التعداد العام للسكان والإسكان 1976.
18. ↑  الجهاز المركزي للتعبئة العامة والإحصاء (ديسمبر 1998). "محافظة الغربية". النتائج النهائية للتعداد العام للسكان والإسكان والمنشآت.
19. ↑  الجهاز المركزي للتعبئة العامة والإحصاء (مايو 2008). "محافظة الغربية". النتائج النهائية للتعداد العام.
20. 1 2 3  الجهاز المركزي للتعبئة العامة والإحصاء (2017). "محافظة الغربية السكان والظروف سكنية". النتائج النهائية للتعداد العام للسكان والإسكان والمنشآت.
21. ↑  دليل المكتبات المصرية العامة والمتخصصة والأكاديمية. مركز المعلومات ودعم اتخاذ القرار. 1997. ص. 66.
22. ↑  "قرار رئيس مجلس الوزراء رقم 1076 لسنة 2012". الجريدة الرسمية (نُشِر في 1 نوفمبر 2012). ع. 44. 17 أكتوبر 2012.
23. 1 2  محمـــد أحمـــد صقــر، میــــاده؛ احمد  عبده، سعید؛ عبد القوی، احمد (1 ديسمبر 2019). "مقومات الصناعات الغذائیة في محافظة الغربیة". مجلة البحث العلمی فی الآداب. ج. 5 ع. 10: 161–183. DOI:10.21608/jssa.2019.75485. ISSN:2356-833X. مؤرشف من الأصل في 2024-03-10.
24. ↑  عبد العال (2007).
25. ↑  الله، حمزة حامد عبد؛ الكوه، علاء محمد؛ الوهاب، صابر محمد عبد (27 مارس 2022). "تنفيذ الزراع لأساليب المكافحة المتكاملة لآفات محصول البصل بمركز قطور محافظة الغربية". مجلة العلوم الزراعية والبيئية والبيطرية. ج. 6 ع. 1: 52–74. DOI:10.26389/AJSRP.M230122. ISSN:2522-3364. مؤرشف من الأصل في 2022-08-14.
26. ↑  سلامة، أحلام رجب بسيوني (1 ديسمبر 2021). "تطور صناعة العطور في مصر دراسة في الجغرافيا التاريخية - مركز قطور محافظة الغربية نموذجًا باستخدام نُظم المعلومات الجغرافية". مجلة کلية الآداب و العلوم الإنسانية جامعة قناة السويس. ج. 4 ع. 39: 364–426. DOI:10.21608/jfhsc.2021.307745. ISSN:2805-3052. مؤرشف من الأصل في 2024-12-27.
27. ↑  علي، عبد العزيز عبد القادر (2000). محافظة الغربية. المجلس الأعلى للثقافة. ص. 138–139.

### وب
1. ↑  "محافظة الغربية". الهيئة العامة للاستعلامات. 27 يوليو 2022. مؤرشف من الأصل في 2024-03-14. اطلع عليه بتاريخ 2024-03-06.
2. ↑  "قيادات المحافظة". gharbeia.gov.eg. مؤرشف من الأصل في 2022-07-05. اطلع عليه بتاريخ 2024-03-06.

## ثبت المراجع
- ابن الجيعان (1898). التحفة السنية بأسماء البلاد المصرية. القاهرة: الكتخبانة الخديوية، المطبعة الأهلية. ص. 87.
- ابن مماتي، الأسعد (1943). قوانين الدواوين. تحقيق:عزيز سوريال عطية. الجمعية الزراعية الملكية.
- رمزي، محمد (1953). القاموس الجغرافي للبلاد المصرية: من عهد قدماء المصريين إلى سنة 1945، القسم الثاني. الهيئة المصرية العامة للكتاب. ج. 2.
- حسن، محمد إبراهيم (1996). دراسات في جغرافية مصر العربية وحوض البحر الأحمر، مقوماتها الطبيعية والبشرية ومظاهر الإنتاج والتلوث البيئي. مركز الإسكندرية للكتاب. ص. 67–68.
- عبد العال، أحمد محمد (2007). وظائف المدن المصرية. kotobarabia. ص. 26.
- غانم، إبراهيم علي (2016). أمن مصر المائي: جغرافيا وهيدرولوجيا وقانونيا وسياسيا (ط. 1). المنهل. ص. 150. ISBN:9796500404677.
- الشريف، عمر (2017). أعلام منسية من أرض الغربية. ببلومانيا للنشر والتوزيع.
- أحمد، حسام محمد عبد المعطى (2024). البيوت التجارية المغربية في مصر في العصر العثماني (ط. 1). مكتبة مدبولي. ص. 22.